# ペトリア・トーマス
ペトリア・トーマス（Petria Ann Thomas、1975年8月25日 - ）は、オーストラリア・ニューサウスウェールズ州リズモー出身の女子競泳選手。

## 経歴
1996年アトランタオリンピックに初出場して、200mバタフライで銀メダルを獲得。1998年のパース世界選手権でも銀メダル2個、銅メダル2個を獲得、2000年シドニーオリンピックでは銀メダル2個、銅メダル1個を獲得するが、金メダルには届かず、当時200mバタフライの世界記録保持者であったスージー・オニールの影に隠れる存在であった。
シドニー五輪後、オニールが引退して迎えた2001年の福岡世界選手権では、100mバタフライと200mバタフライ、メドレーリレーで金メダルを獲得する活躍をみせた。4×200mフリーリレーでもオーストラリアチームは1着でゴールしたが、彼女が喜びのあまり、まだ競技している選手がいるにもかかわらずプールに飛び込んでしまったために失格になった。
2004年アテネオリンピックでは100mバタフライとリレー2種目で金メダル、200mバタフライで銀メダルを獲得した。大会後に引退した。

## 自己ベスト
- 50m バタフライ : 26秒29 (2004年)
- 100m バタフライ : 57秒36 (2004年)
- 200m バタフライ : 2分06秒01 (2004年)